# Colección privada

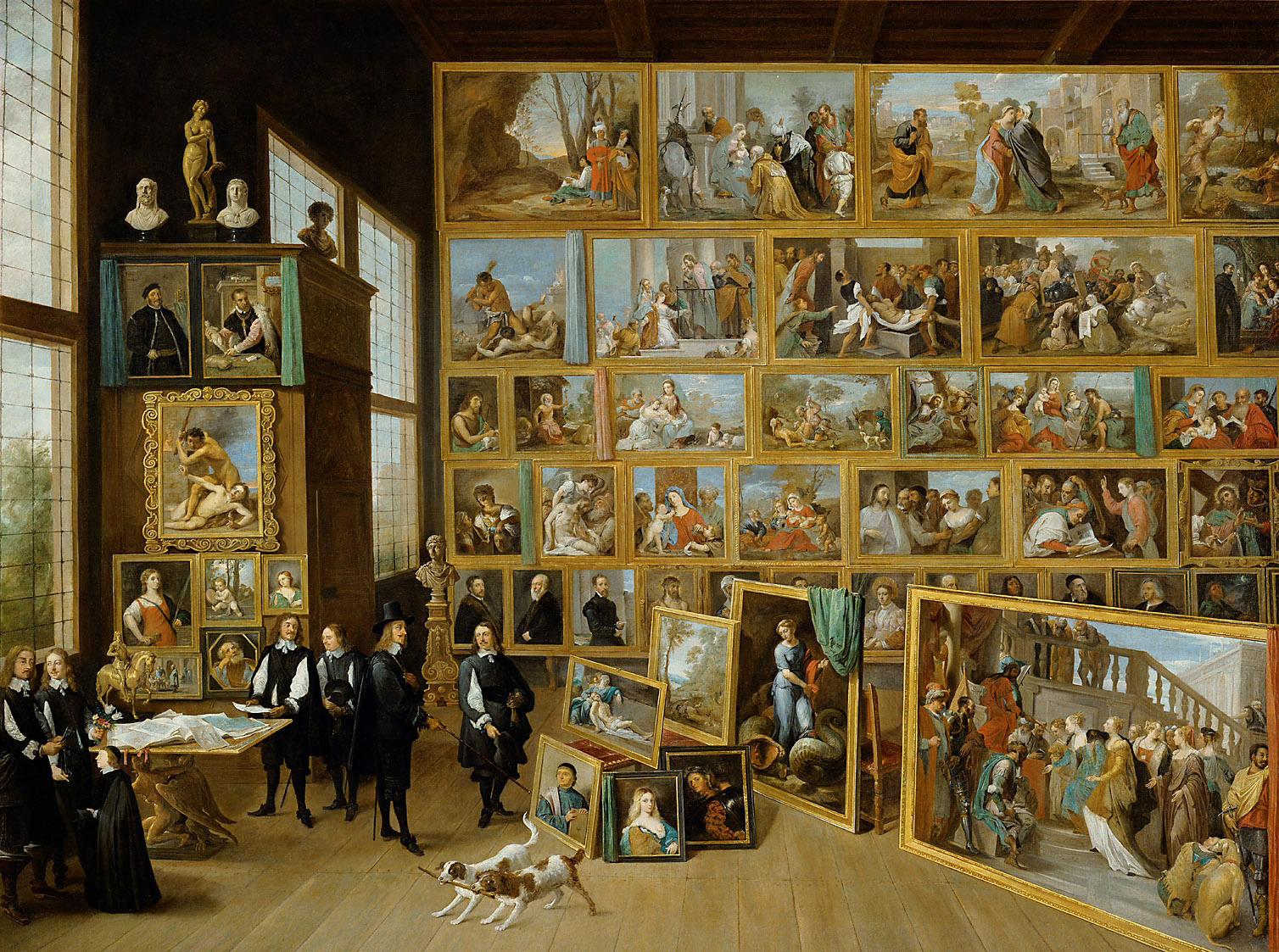
Pintura c. 1651 de David Teniers el Joven representando parte de la famosa colección de arte formada por Leopoldo Guillermo de Habsburgo cuando fue Gobernador de los Países Bajos de 1647 a 1656

Una colección privada es una colección (por lo general de obras de arte) de propiedad particular. Si consta esta procedencia en la descripción de una obra, significa que aunque la veamos en un museo público realmente no le pertenece, sino que es un préstamo de una fuente no revelada. La fuente será normalmente un coleccionista de arte, aunque puede ser una empresa. 
El coleccionismo de arte floreció durante el Renacimiento y continúa hoy en día. Habitualmente, la nobleza y los eclesiásticos eran los únicos que coleccionaban arte, y luego se impuso esta afición entre la burguesía acomodada; así ocurrió en Holanda en la época de Rembrandt. Aunque el coleccionismo se ha extendido a la clase media, la creciente inflación de precios ha restringido después el arte de primera calidad a la élite económica (empresarios, bancos) de tal modo que ni tan siquiera los aristócratas cuentan con medios suficientes para formar o mantener colecciones importantes.

## Colecciones reales y colecciones privadas

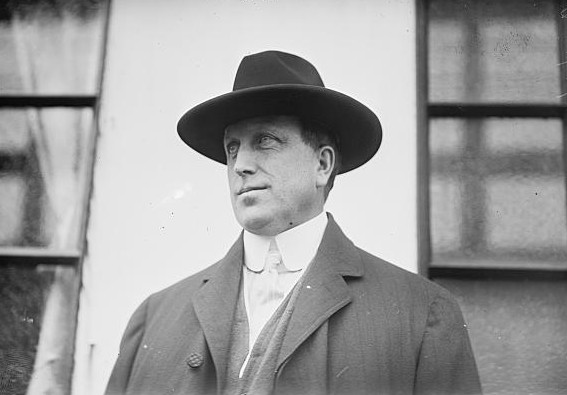
Fotografía de William Randolph Hearst, el controvertido magnate que coleccionó arte de manera compulsiva

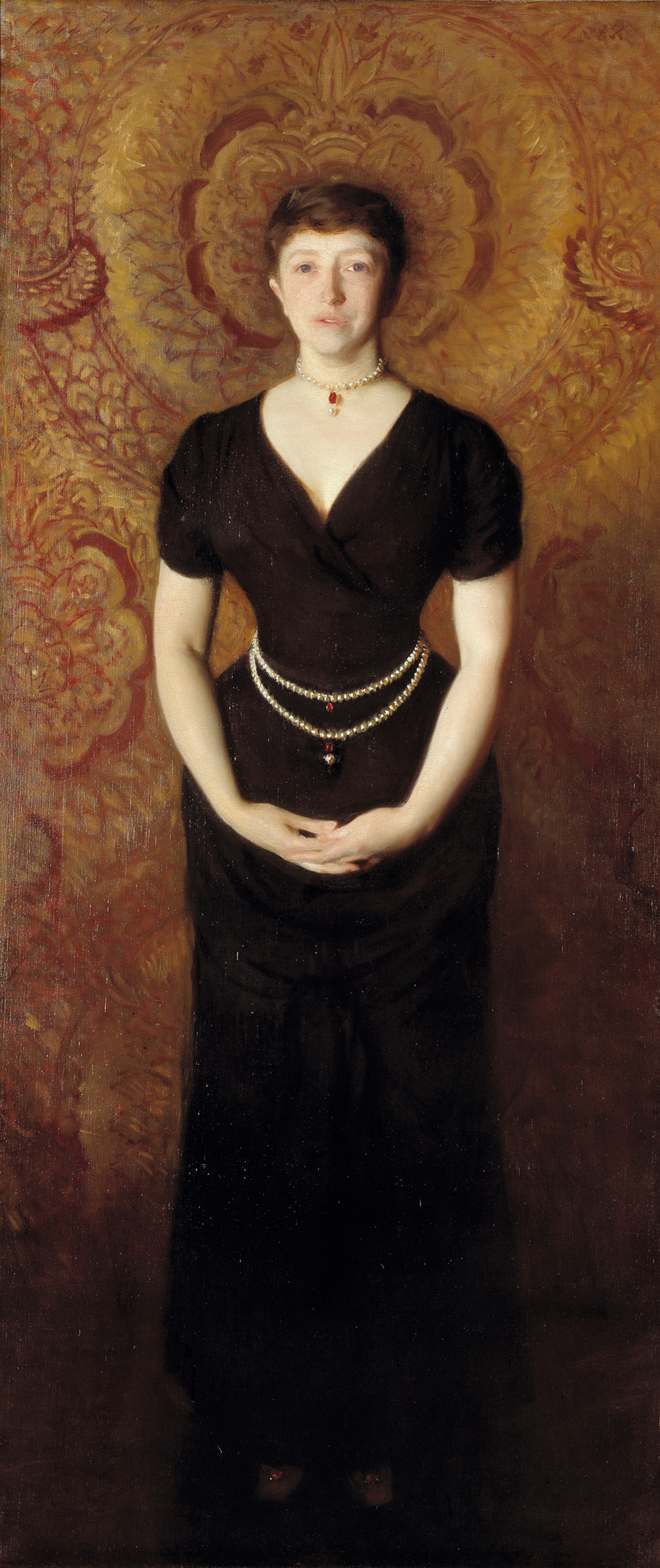
Isabella Stewart Gardner, fundadora de un museo en Boston, en un retrato de John Singer Sargent

Tradicionalmente, el arte se ha producido por la demanda y el apoyo de las clases altas, debido tanto a requisitos económicos como porque era empleado con fines propagandísticos y decorativos asociados al poder. Así ocurría ya en la época de los faraones, en Mesopotamia y en todas las civilizaciones antiguas, incluyendo las precolombinas. El arte es tan antiguo como la Humanidad, pero como era artículo de lujo (no un bien básico), las clases humildes no tenían fácil acceso a él.
El coleccionismo de arte como afición surge de manera bastante clara en el Renacimiento, cuando se empieza a apreciar el mérito y originalidad de las obras, más allá de su función original. A partir de entonces, muchas obras de arte ya no se producían por encargo, sino para un mercado abierto formado por coleccionistas. También entonces surgió la arqueología, que recuperaba vestigios antiguos para formar colecciones que aunaban belleza e historia.
Casi todos los grandes museos europeos estatales deben su origen al coleccionismo desarrollado por los reyes y gobernantes. Es el caso del Museo del Prado, Museo del Louvre de París, Uffizi de Florencia, el Museo de Historia del Arte de Viena, el Ermitage de San Petersburgo, etc. Fueron colecciones que estrictamente no se podían llamar "privadas", porque los reyes ostentaban su propiedad pero debían mantenerlas como bienes de la Corona, de tipo hereditario y simbólico. Actualmente, Carlos III de Inglaterra es titular de la Royal Collection, pero no puede manejarla libremente como colección privada pues está ligada al patrimonio de la Corona. Se puede decir que es una colección pública, de uso personal regulado.

## De colección privada a museo
Es en los siglos XIX y XX cuando surgen museos creados o impulsados por coleccionistas particulares ajenos a la realeza. Eran mecenas sin gran historial familiar, pero gracias a su poder económico y a su sagacidad, llegaban a reunir grandes colecciones. Este es el origen de casi todos los museos estadounidenses y de varios europeos como el Museo Thyssen-Bornemisza y el Castillo de Montsoreau-Museo de Arte Contemporáneo.
Las colecciones privadas de importancia se contaron por decenas en los siglos XIX y XX, pero en su mayoría se fueron disolviendo por peripecias hereditarias o reveses económicos. Algunas se han mantenido unidas gracias a su exhibición en museos públicos, tras donación o compra. Es el caso ya citado de la colección Thyssen y de ciertas colecciones americanas (Lehman, Kress), incorporadas en museos como el Metropolitan Museum de Nueva York, que las exhiben en salas diferenciadas bautizadas con su nombre.

### Algunos museos o colecciones (visitables) de origen privado
- Museo Thyssen-Bornemisza, inaugurado en 1992 en Madrid, gracias a un atípico acuerdo de arrendamiento entre la familia Thyssen y el Estado español. Un año después, la colección pasó a titularidad estatal gracias a un acuerdo de compraventa.

- Colección Carmen Thyssen-Bornemisza, formada por la viuda del barón Thyssen. No es estrictamente un museo, sino una colección prestada a varios centros distintos (Madrid, Barcelona, Málaga).

- Museo Lázaro Galdiano, también en Madrid. Instituido hacia 1951, con los bienes legados por un magnate de la prensa. Se exhibe en su mansión, que de hecho fue construida con este objetivo.

- Museo Cerralbo en Madrid, alberga las colecciones de arte, arqueología, numismática, etc. reunidas por el marqués de Cerralbo, promotor de excavaciones.

- Palacio de Liria, en Madrid. Residencia principal de la Casa de Alba, alberga las colecciones de arte familiares, gestionadas por una fundación. Abierto al público durante muchos años en una modalidad restringida con cita previa, desde 2019 es visitable con mayor facilidad en horarios e instalaciones, si bien se accede en grupos reducidos y es recomendable reservar entrada con antelación.

- Fundación Suñol, en Barcelona. Incluye unas 1200 obras de arte del siglo XX y actual, que se van a mostrar de forma rotativa en su sede barcelonesa del Paseo de Gracia.

- Museo Fundación Francisco Godia, en Barcelona. Alberga las colecciones de un conocido empresario y piloto de Fórmula 1.

- Museo Camón Aznar de Zaragoza, fundado con el legado del historiador de arte del mismo nombre. Destaca por sus obras de Francisco de Goya.

- Museo Jacquemart-André, en París.

- Colección Frick, seguramente el museo de origen particular más importante de Nueva York. Ha sido comparada con la Thyssen, y muchos la consideran mejor, no por extensión pero sí por nivel medio de calidad.

- Getty Center, gran complejo museístico y de investigación en Los Ángeles, fundado con el enorme fondo financiero de un magnate del petróleo, Jean Paul Getty. Su pinacoteca es la más poderosa actualmente por capacidad económica.

- Royal Collection de Carlos III, la colección de titularidad real más importante actualmente, si bien el rey no puede vender ni disponer libremente de ella. Cuenta con enormes fondos de dibujos de Leonardo da Vinci y pinturas de Rembrandt, Vermeer, Caravaggio, etc. Se exhibe en los diversos palacios y castillos donde reside la familia real, aunque hay galerías abiertas al público en Buckingham Palace, Hampton Court, Castillo de Windsor... Por otra parte, el monarca cede en préstamo algunas obras importantes a museos como el Victoria and Albert Museum y la National Gallery de Londres.

- Museo Oskar Reinhart en Winterthur, Suiza.

- Colección Harrach en Rohrau, cerca de Viena. Propiedad de la saga aristocrática Harrach. Se exhibe en su castillo familiar (Schloss Rohrau).

- Colección Schönborn en la región de Baviera (Alemania).

- Museo Calouste Gulbenkian en Lisboa, con las colecciones de un magnate armenio.

- Colección Wallace en Londres, con famosísimas obras como El columpio de Fragonard y La dama del abanico de Velázquez.

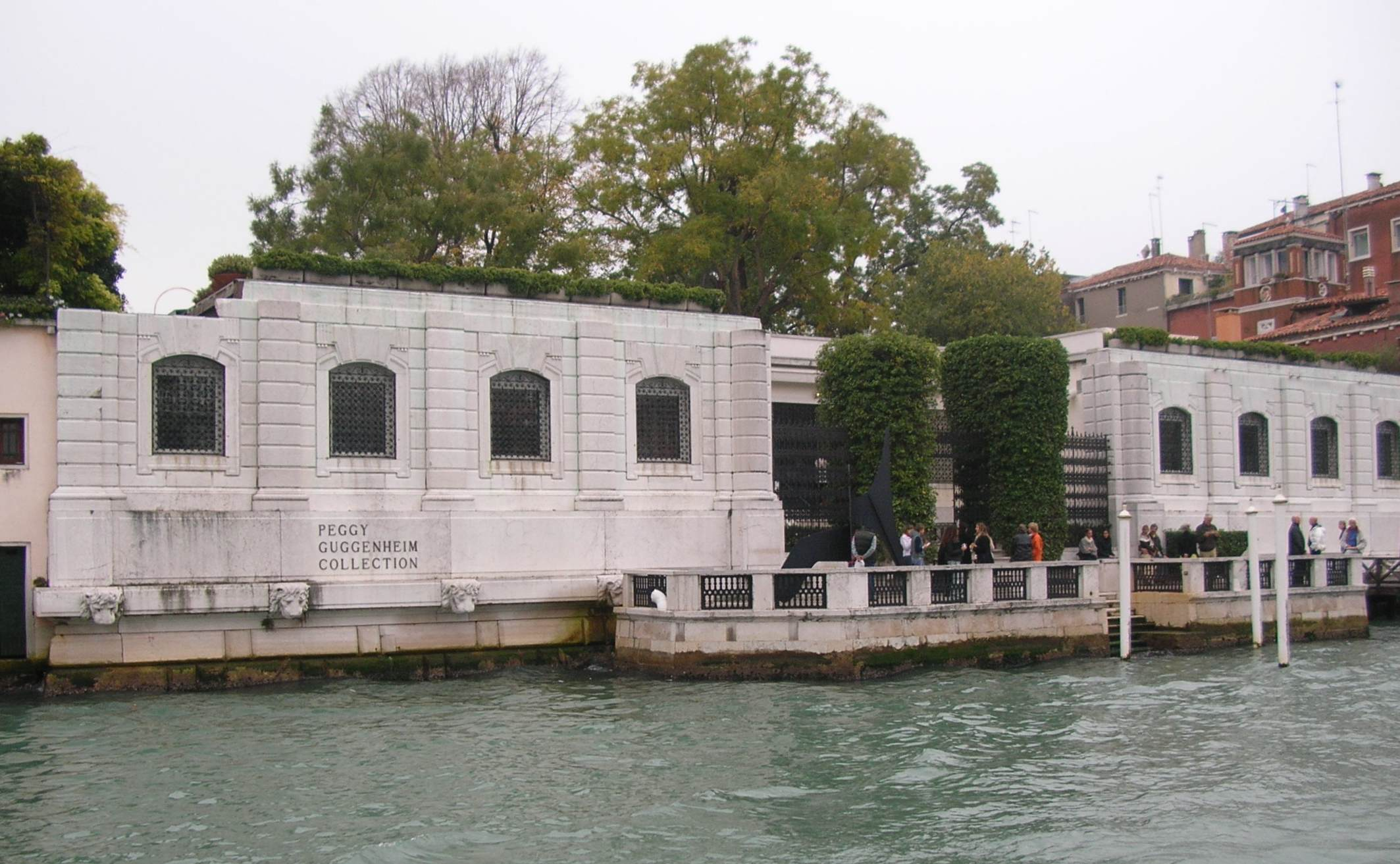
El museo Peggy Guggenheim de Venecia, que alberga las colecciones formadas por dicha dama y que donó a condición de mantenerlas en dicha ciudad

- Apsley House, casa-museo del general Wellington. Alberga unas 90 pinturas procedentes de la Colección Real española, así como esculturas, plata...

- Chatsworth House, el palacio campestre (country house) más importante del Reino Unido, al menos por sus colecciones artísticas. Pinturas de Rembrandt, Poussin, Gainsborough, Lucian Freud...y unos 3000 dibujos, la mayor colección mundial en manos privadas (Leonardo da Vinci, Rafael, Tiziano, Van Dyck, Rubens, Jan Gossaert).

- Kenwood House, sede del Legado Iveagh, con obras de Rembrandt y Vermeer.

- Burrell Collection en Glasgow: museo abierto en 1983, con la colección donada dos décadas antes por un magnate del sector naviero. Con más de 8000 piezas, desde escultura egipcia hasta Cézanne, es uno de los conjuntos más extensos reunidos por una sola persona. Incluye pinturas de Rembrandt, Giovanni Bellini y Paul Gauguin así como valiosísimos ejemplos de porcelana de la dinastía Ming.

- Kingston Lacy, casa señorial de campo en el condado de Dorset (Reino Unido). Residencia de la saga Bankes durante tres siglos, fue donada al National Trust. Alberga pinturas relevantes de Sebastiano del Piombo, Velázquez, Rubens y otros.

- Casa Harewood, mansión campestre inglesa. Permanece en manos de la saga Harewood si bien es visitable e incluso alquila ciertos espacios para actos sociales. Cuenta con pinturas de El Greco, Turner, Schiele...

- Longleat House, mansión inglesa de los marqueses de Bath. Edificio de la época isabelina, notablemente embellecido en el siglo XIX con damascos y techos dorados al gusto veneciano. Hasta su venta en subasta en 2024, albergó un valioso cuadro de Tiziano (Descanso en la huida a Egipto), si bien atesora aún varias pinturas de interés y extensos conjuntos de mobiliario, cerámicas y libros.

- Woburn Abbey, palacio campestre de los duques de Bedford, con un extraordinario conjunto de 21 paisajes venecianos de Canaletto.

- Palazzo Doria-Pamphili, mansión de un célebre linaje italiano, en Roma. Memorables obras de Caravaggio y Velázquez (Retrato de Inocencio X). Está abierta al público aunque mantiene su condición de propiedad privada.

- Museo Horne de Florencia, enclavado en un palazzo del barrio de Santa Croce. Exhibe la colección del crítico de arte Horne, quien la legó al Comune de la ciudad.

- Museo Liechtenstein en Viena. Aunque esta familia ha ido vendiendo obras de Leonardo da Vinci y Ribera, posteriormente compró una de Rembrandt y reabrió su palacio austríaco. Cuenta con importantes originales de Rubens y Van Dyck.[2]

- Museo Czartoryski de Cracovia, fundado a finales del siglo XVIII y restituido, tras diversos avatares, a la familia Czartoryski, la cual lo vendió con todos sus contenidos al Estado en 2016. Es mundialmente conocido por poseer uno de los escasos retratos seguros de Leonardo da Vinci: La dama del armiño.

- Colección Phillips en Washington, con un envidiable grupo de pinturas impresionistas. Abierta al público en 1921.

- Fundación Barnes en Filadelfia.

- Museo Norton Simon en Pasadena, EE. UU.. Impulsado por un empresario, esposo de la actriz Jennifer Jones.

- Museo de Arte Kimbell en Fort Worth, Texas. Alberga una notable colección reunida por el magnate Kimbell en apenas treinta años.

- Instituto de Arte Clark, en Williamstown (Massachusetts, Estados Unidos), fundado en 1950 por el matrimonio Clark. Alberga una espléndida colección impresionista y un famoso cuadro de Piero della Francesca.

- Museo Walters de Baltimore.

- Museo Ringling de Sarasota (Florida). Su extensa propiedad y primeras colecciones se deben a John Ringling, el magnate de circo.

- Museo Isabella Stewart Gardner, en Boston. Alberga, entre otras joyas, "El rapto de Europa", el mejor cuadro de Tiziano de toda América.

- Museo Chrysler de Norfolk. Aunque de titularidad pública desde su fundación, debe gran parte de sus colecciones (y su nombre) a la donación efectuada por Walter P. Chrysler Jr., propietario de la famosa firma de automóviles.

- Museo Franz Mayer de Ciudad de México, fundado con las colecciones de este empresario alemán.

- Museo Soumaya de Ciudad de México, institución fundada por el empresario Carlos Slim. Debe su nombre a la esposa de Slim y alberga notables fondos de arte europeo antiguo y moderno.

- Museo José Luis Bello y González de Puebla, México, fundado con la colección heredada al Estado por el empresario poblano Mariano Bello y Acedo

- Fundación Guggenheim, instituida en Nueva York y luego enriquecida con más adquisiciones y extendida con otras sedes en Bilbao, Venecia...

- Instituto Städel de Fráncfort del Meno, debe su nombre al coleccionista Johann Friedrich Städel (1728-1816).

- La Colección Barbara Piasecka Johnson. En sus mejores tiempos incluyó obras de Vermeer, Andrea Mantegna, Rembrandt... Constaba bajo el nombre de una fundación, y aunque no tenía una sede única, parte de sus cuadros se exhibían en una iglesia de Mónaco. En 2014, tras el fallecimiento de su propietaria, la colección como tal quedó disuelta al venderse el núcleo de sus obras con fines benéficos.

- Colección Freer, fundada en Detroit por Charles Lang Freer, que se convirtió en una parte importante del Instituto Smithsonian de Washington (la galería de arte Freer/Sackler).

- Castillo de Montsoreau-Museo de Arte Contemporáneo de Montsoreau (Francia), fundado con la colección Philippe Méaille.